# 宇通E12DD
宇通E12DD（英語：Yutong E12DD）是由宇通客車生產的三軸純電動雙層巴士，型号包括宇通ZK6125BEVGS（英語：Yutong ZK6125BEVGS）和宇通ZK6126BEVGS（英語：Yutong ZK6126BEVGS）等。

## 營運

### 中国大陆

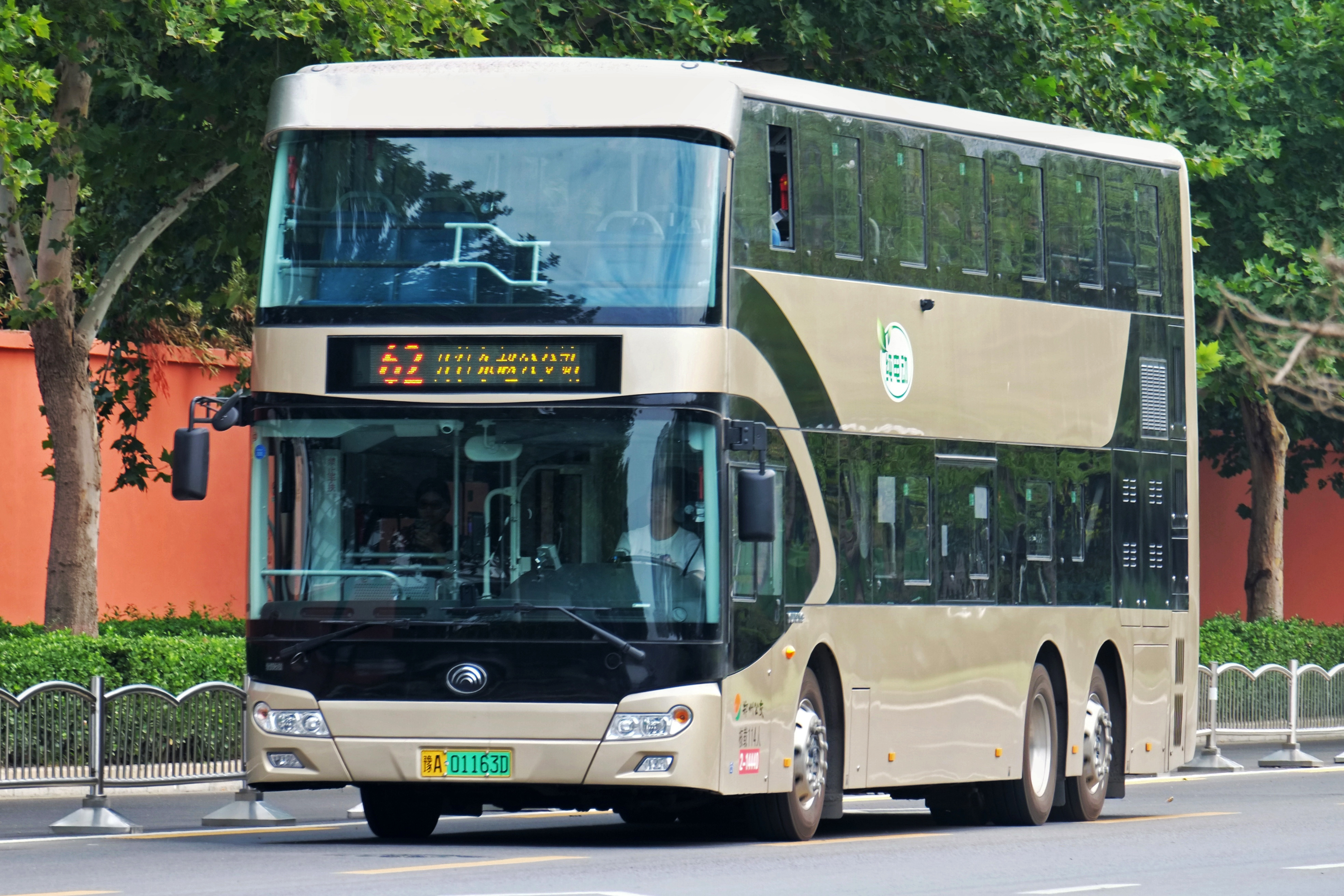
运行于郑州公交的宇通ZK6126BEVGS3型

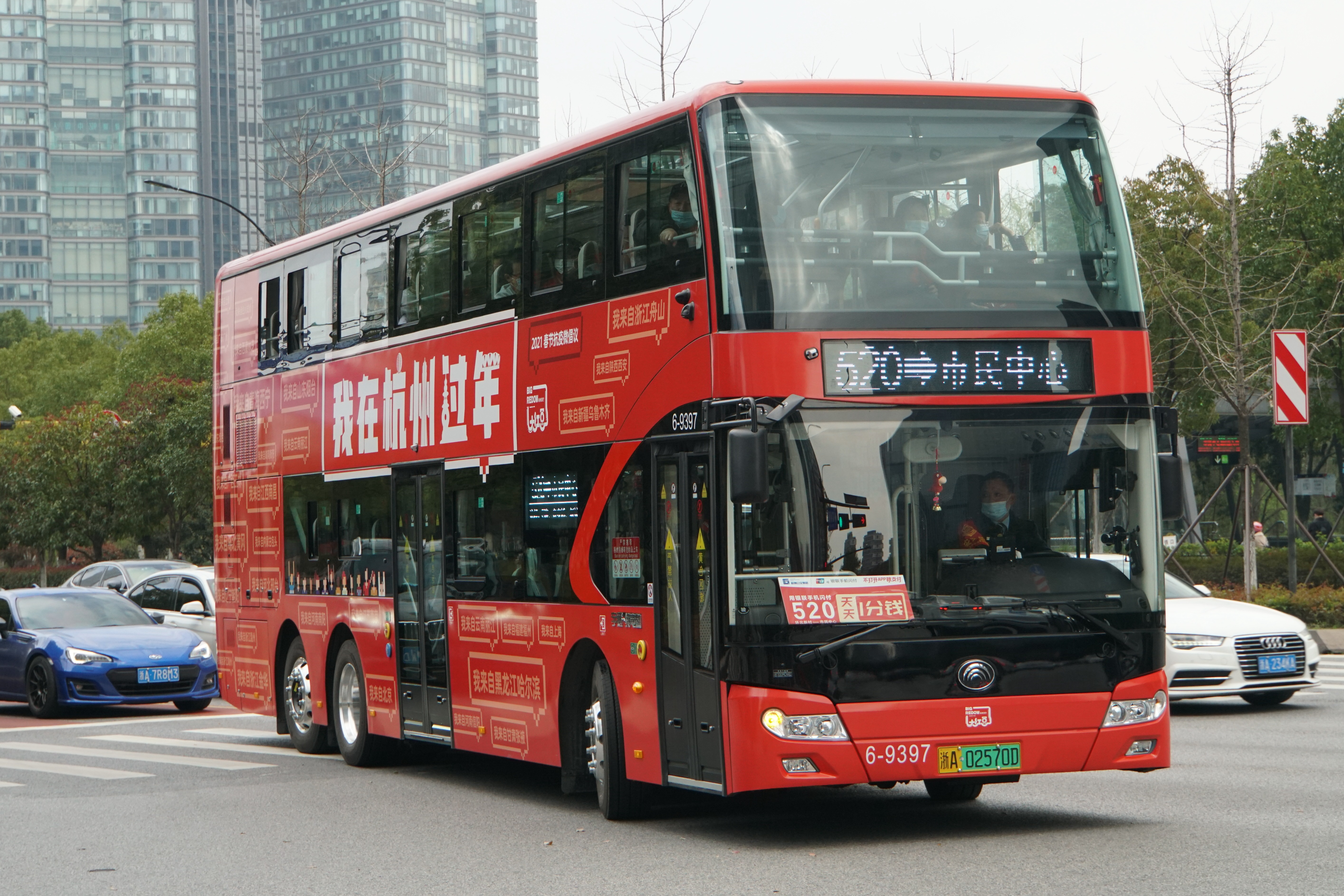
杭州公交使用的ZK6126BEVGS5A型

在中国大陆运营的宇通E12DD型号主要为宇通ZK6126BEVGS系列，鄭州公交、商丘公交、杭州公交和广州公交集团电车有限公司均有使用此巴士。

### 新加坡
在新加坡运营的宇通E12DD型号主要为宇通ZK6125BEVGS，造型上与ZK6126BEVGS系列有所不同，于2020年正式運行于SMRT巴士。易塔通、前進新加坡亦有使用此巴士。

## 外部連結
- 新加坡宇通雙層電動巴士 ZK6125BEVGS (E12DD) - 外地巴士討論 (B5) - hkitalk.net 香港交通資訊網 - Powered by Discuz! （页面存档备份，存于）
- Yutong ZK6125BEVGS - SgWiki （页面存档备份，存于）
- 宇通ZK6126BEVGS1双层公交车（纯电动34-72座）_报价_图片_参数_介绍-中国客车网 （页面存档备份，存于）